# Euryarthrum hastigerum
Euryarthrum hastigerum là một loài bọ cánh cứng trong họ Cerambycidae.